# Josefin Hagen
Josefin Hagen (* 1982) ist eine deutsche Schauspielerin und Synchronsprecherin.

## Leben
Josefin Hagen besuchte ab 1993 Ausbildungskurse in Gesang und Schauspiel. Als Teenager trat sie 1994 im Stück Medea an der „Neuen Bühne Senftenberg“ unter der Regie von Frank Lienert-Mondanelli auf. Danach folgte eine Ausbildung am „Theaterstudio Friedrichstraße“. Dort studierte sie bei Christian Bleyhoeffer, der auch ihr Hauptlehrer für Rollenstudien war. Weiterbildungen absolvierte sie später bei Larry Moss und Keith Johnstone. 
Von 1997 bis 2002 spielte sie am Schauspiel Essen, am Theater am Aegi in Hannover, in der Komödie Winterhuder Fährhaus in  Hamburg, am Theater am Kurfürstendamm in  Berlin, am Theater Vorpommern in Greifswald und am Hansa-Theater, Berlin.
Zwischen 2003 und 2005 folgte eine intensive Studienzeit der norwegischen Sprache. Fünf mehrwöchige Aufenthalte in Oslo brachten sie der skandinavischen Kultur nahe. Daraus entwickelte sich die Komposition ihrer CD Nodavind. 
Ab 2005 studierte sie im Fachbereich Gesang für Jazz, Rock, Pop mit Chor- und Bandleitung an der Universität der Künste Berlin und am Musik-College Regensburg. Weiterbildungen im Gesang absolvierte sie bei Anne Marie Speed (Royal Academy of Music, London). Sie gründete die Band „Josefin lost in lines“, die 2012 beim Deutschen Rock und Pop-Preis auftrat.
Von 2014 bis 2018 studierte sie Psychologie an der Freien Universität Berlin.
Nach langer Theaterpause hatte sie 2016 und 2017 Auftritte mit Lesungen am Renaissance-Theater (Berlin).

## Synchronsprecherin
Seit 2008 ist sie für Kino- und Fernsehproduktionen als Synchronsprecherin tätig.

### Kino (Auswahl)
- Imogen Poots (als Poppy) in Cracks (2009)
- Maggie Grace (als Lily) in Faster (2010)
- Emilia Clarke (als Savannah) in Triassic Attack (2010)
- Lily Collins (als Lucy) in Priest (2011)
- Sarah Greene (als Sinead Mulligan) in The Guard – Ein Ire sieht schwarz (2011)
- Charlotte Hope (als Olivia Lancaster) in A United Kingdom (2017)

### Fernsehen (Auswahl)
- Holland Roden (als Jill) in Memphis Beat (2010–2011)
- Holland Roden (als Lydia Martin) in Teen Wolf (2011–2017)
- Haley Tju (als Haley Tju als Granny) in Nickelodeons Ho Ho Holiday Special (2015)[7]
- Haley Tju (als Paige) in Rufus (2016)[7]
- Haley Tju (als Paige) in Rufus 2 (2017)[7]
- Haley Tju (als Pepper Silverstein) in Bella and the Bulldogs (2015–2016)[7]
- Chloe Pirrie (als Wendy Straw) in The Game (2014)
- Kate Bracken (als Karen) in Misfits (2009–2013)
- Gia Mantegna (als Lily Walters) in Under the Dome (2013–2015)
- Gia Mantegna (als Patty Mary) in The Secret Life of the American Teenager (2008–2013)
- Zoe Kazan (als Nina) in Bored to Death (2009–2011)
- Yolanda Kettle (als Amanda) in Love, Nina (2016)
- Aki Toyosaki (als Momo Belia Deviluke) in der Serie Love Trouble und deren Fortsetzung To Love Ru – Darkness (seit 2016)
- Kenzie Dalton (als Colleen Kennedy) in Navy CIS (2020)

## Preise/Nominierungen
- 2010: Nominierung der „Sängerakademie Hamburg“ Songkontest Songlive[8]
- 2012: Nominierung zum „Deutschen Rock- und Pop-Preis“ für bestes Songwriting[9]
- 2014 und 2015: Songcamp der „Scheune Akademie Dresden“[10][11]

## Filmografie
- 2001: Femurana, Regie: Rashad Salem, Kamera: Carsten Geißler (Kurzspielfilm der Filmuniversität Babelsberg)[12]
- 2003: Echte Männer?, Regie: Christian Zübert
- 2003: Für alle Fälle Stefanie, Regie: Dieter Schlotterbeck (1 Folge)
- 2019: Gute Zeiten, schlechte Zeiten, Regie: Janka Venus

## Hörspiele
- 2007: Mian Mian: Wir fürchten uns – Bearbeitung und Regie: Karin Hutzler
- 2014: Der Junge Goethe, Staffel 1 – Regie: David Maier[13]
- 2016: Goethe in Italien, Staffel 2 – Regie: David Maier[14]